# Thoma-Zahl
Die Thoma-Zahl (Formelzeichen: {\displaystyle {\mathit {Th}}}, oftmals auch {\displaystyle \sigma }) (nach: Dieter Thoma 1881–1942) ist eine dimensionslose Kennzahl der Strömungsmechanik. Sie beschreibt das Kavitationsverhalten inkompressibler Strömungen.
{\displaystyle {\mathit {Th}}={\frac {y_{HA}}{y_{t}}}}
mit
- der spezifischen Halteenergie {\displaystyle y_{HA}}
- der spezifischen Stutzenarbeit {\displaystyle y_{t}}.